# Monarco

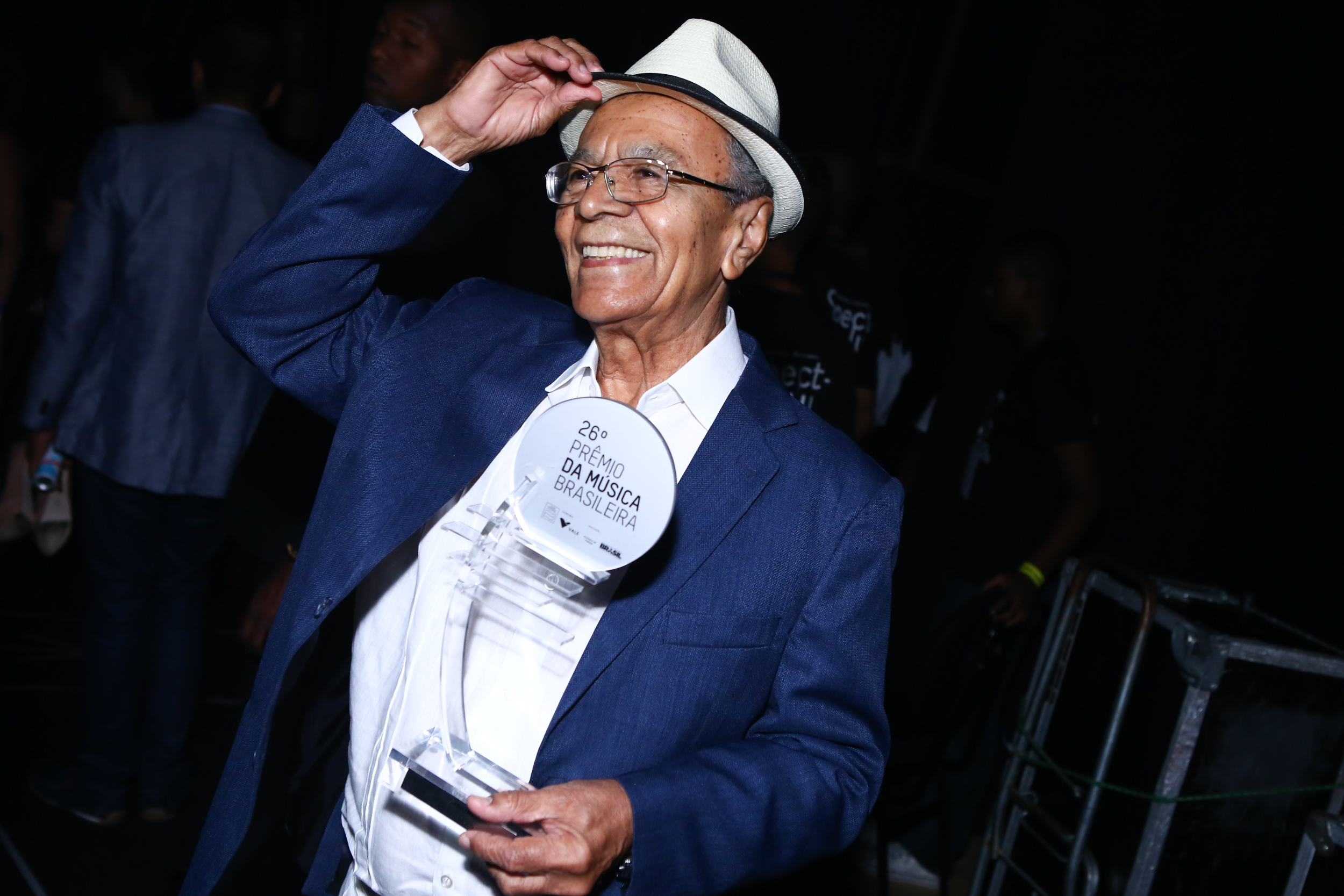
Monarco, 2015

Monarco, bürgerlicher Name Hildemar Diniz (17. August 1933 in Rio de Janeiro – 11. Dezember 2021 ebenda), war ein brasilianischer Sänger und Komponist, dessen Laufbahn eng mit dem Samba verknüpft war.

## Leben und Werk
Monarco galt als eine der wichtigsten Figuren der Samba-Musik. Seine ersten Kompositionen verfasste er bereits im Alter von 17 Jahren. Sein erstes Album brachte er 1976 heraus. Er arbeitete im Lauf seiner Karriere mit einer Reihe berühmter Samba-Interpreten zusammen, darunter Marisa Monte und Paulinho da Viola. Er wurde von der Samba-Schule Portela, einer der berühmtesten Samba-Schulen von Rio de Janeiro, zum Ehrenpräsidenten gewählt. Die Samba-Schulen treten beim alljährlichen Karneval auf den Paraden zum Wettbewerb an. 2015 gewann er den nationalen Musikpreis für das beste Samba-Album, 2019 wurde er für eine Latin-Grammy-Auszeichnung nominiert. Er verstarb im Alter von 88 Jahren, wie die Samba-Schule Portela  auf ihrer Website mitteilte. Monarco hatte sich seit November 2020 im Krankenhaus befunden. Als Todesursache wurden Komplikationen während einer Darmoperation angegeben.

## Alben
- 1970: Portela Passado de Glória (RGE)
- 1974: Monarco (Continental)
- 1976: Monarco (Eldorado)
- 1980: Terreiro (Eldorado)
- 1986: Doce Recordação (Selo Office Sambinha)
- 1989: Inéditas: Projeto Preservação da Música Popular (CCSP)
- 1994: A Voz do Samba (Kuarup)
- 2000: Velhas Companheiras: Mangueira & Portela (Nikita)
- 2000: Todo Azul (Phonomotor)
- 2000: Doce Recordação (Nikita)
- 2000: Monarco (Warner)
- 2001: Uma História do Samba (Japão)
- 2001: Meninos do Rio (Carioca Discos)
- 2003: Uma História do Samba (Rob Digital)
- 2014: Passado de Glória – Monarco 80 Anos (Independente)
- 2018: Monarco de Todos os Tempos (Biscoito Fino)